# Polywasser
Unter dem Begriff Polywasser (auch anomales Wasser oder dichtes Wasser genannt) versteht man die Theorie, dass sich unter Oberflächeneffekten eine Polymerstruktur des Wassers ausbilden kann, die besondere physikalische Eigenschaften aufweist. Das sogenannte „Polywasser“, dessen Erforschung hauptsächlich in den 1960er Jahren in der UdSSR stattfand, konnte dann nach einem Zeitraum von etwa zehn Jahren der Erforschung nicht mehr reproduziert werden und wird oft als Beispiel für pathologische Wissenschaft angeführt.

## Geschichte
Das Phänomen wurde 1962 erstmals von dem russischen Forscher Nikolai N. Fedyakin (Николай Федякин) in einem Labor in der russischen Stadt Kostroma beobachtet. Bei Langzeitexperimenten in Kapillaren fiel ihm auf, dass in einigen wenigen Kapillaren Abtrennungen zwischen verschiedenen Wassersäulen stattgefunden hatten. Verwundert, weil es doch der gleiche Stoff sein sollte und damit kein Grund für eine Abtrennung vorlag, untersuchte Fedyakin die abgetrennten Bestandteile – so gut es ihm aufgrund der Feinheit der Kapillaren eben möglich war. Anscheinend war der Siedepunkt der kondensierten Flüssigkeit wesentlich höher als der des normalen Wassers.
Als Fedyakin von seinen Ergebnissen berichtete, übernahm Boris Derjagin die Untersuchungen dieses offensichtlich modifizierten Wassers. Derjagin war ein angesehener Experimentalphysiker und wusste, dass Verunreinigungen die Eigenschaften von Substanzen drastisch ändern können. Deshalb führte er einige Tests durch, die zu seiner Befriedigung ergaben, dass es sich nicht um Artefakte handeln konnte. Weitere Versuche wurden in Kapillaren aus Pyrex und Quarzglas durchgeführt, die das Herauslösen eventueller Bestandteile verhindern sollten. Das verwendete Wasser wurde laut den sowjetischen Wissenschaftlern auf höchste Reinheit geprüft und die Kapillaren so gut wie möglich gereinigt und sauber gehalten.

## Eigenschaften
Die nun untersuchte, damals noch anomales Wasser oder modifiziertes Wasser genannte Flüssigkeit besaß vermeintlich erstaunliche Eigenschaften. Die Viskosität war mit Sirup vergleichbar und um den Faktor 15 höher als bei normalem Wasser. Die thermische Ausdehnung betrug das anderthalbfache von normalem Wasser, es verfestigte sich erst bei unter −30 °C, und das Verfestigen geschah nicht an einem Gefrierpunkt, sondern über ein Gefrierintervall bis zu −60 °C. Das modifizierte Wasser siedete bei einer Temperatur von 150 bis 250 °C und wies eine Dichte von 1100 bis 1400 kg/m³ auf (gewöhnliches Wasser besitzt eine Dichte von 1000 kg/m³); die Werte hingen von den Versuchsbedingungen ab. Auch modifiziertes Wasser besaß ein Dichtemaximum vor dem Erstarren, die höchste Dichte wurde jedoch erst bei −8 °C erreicht. Das modifizierte Wasser bildete sich allerdings nur in maximal 30 bis 40 % der untersuchten Kapillaren aus, und die Kapillare selbst durfte nicht mehr als 0,1 mm Innendurchmesser besitzen, was die experimentelle Untersuchung erschwerte.

## Reaktion
Während in der Sowjetunion bis zu 27 Wissenschaftler mit der Auswertung und den Experimenten zum anomalen Wasser beschäftigt waren, wurde die Arbeit im Westen mangels Übersetzung übersehen. 1965 fand ein Kongress der IUPAC in Moskau statt, aber wiederum machte das mangelnde Übersetzungssystem die vermeintliche Bedeutung von Derjagins Arbeit nicht hinreichend klar.
Im September 1966 fand in Nottingham die weltweit angesehene Faraday-Diskussionsveranstaltung statt, und Derjagin nutzte die Gelegenheit, seine Arbeit dort zu erläutern. Der gewählte Titel seiner Vorlesung verschleierte allerdings eher die Tragweite seiner Arbeit, so dass er kaum Aufmerksamkeit bekam.
Da Derjagin jedoch in England verschiedene Labore besuchte und auch dort Vorträge hielt, wurden englische Forscher schließlich aufmerksam, und einigen gelang es daraufhin erfolgreich, anomales Wasser zu reproduzieren. Allerdings hatten schon damals andere Labore Probleme, dieses Wasser herzustellen, was Derjagin mit unzureichender Erfahrung der Experimentatoren erklärte.
Am 24. Mai 1969 wurde eine Untersuchung des von Lyonel J. Bellamy hergestellten anomalen Wassers unter der Federführung des amerikanischen Spektroskopikers Ellis R. Lippincott veröffentlicht. Diese kam zu dem eindeutigen Schluss, dass es sich um eine andere Substanz als gewöhnliches Wasser handeln müsse, eine bisher unbekannte Molekülverkettung von Wasser, sozusagen „polymerisiertes Wasser“ oder kurz „Polywasser“.
Lippincott und sein Kollege R. R. Stromberg veröffentlichten am 27. Juni 1969 einen zusammenfassenden Artikel „Polywater“ (Polywasser) über ihre Ergebnisse in der Zeitschrift Nature.

## Aufbruchstimmung und Hysterie
Nach der Veröffentlichung brach eine Flut wissenschaftlicher Publikation und Nachforschung im Westen los. Zeitschriften überschlugen sich mit Sensationsnachrichten (wobei teilweise wegen der Animositäten zur UdSSR der Anschein erweckt wurde, es handle sich um eine westliche Erfindung). Ein amerikanischer Wissenschaftler, F. J. Donahue, nahm die Vermutung Derjagins, Polywasser sei die stabilste Form des Wassers, ausgesprochen ernst und warnte eindringlich davor, Polywasser ohne äußerste Vorsichtsmaßnahmen zu produzieren.
Wenn Polywasser wirklich stabiler als normales Wasser wäre, würde es normales Wasser bei Kontakt zwingen, seine Konfiguration in die des Polywassers zu ändern: Sämtliches Wasser auf der Erde würde also unumkehrbar nach und nach umgewandelt und das Leben würde aufhören zu existieren – analog zu unterkühltem Wasser, das mit einem Impfkristall in Berührung kommt und sofort zu kristallisieren beginnt. Dieses Weltuntergangsszenario wurde schon vorher im Roman „Cat's Cradle“ von Kurt Vonnegut mit der damals hypothetischen Substanz Eis-IX (Eis neun) beschrieben. Es sei angemerkt, dass das inzwischen entdeckte, reale Eis-IX nichts mit seiner literarischen Form gemein hat.
Die Antwort von Wissenschaftlern in der gleichen Ausgabe von Nature war, dass es ausgesprochen schwierig sei, Polywasser herzustellen und dass es auf der Erde seit Milliarden von Jahren Wasser in der Nähe von Quarz gäbe. Wenn die Gefahr real wäre, hätte eine Bildung schon längst stattfinden müssen. Donahue wurde wegen der Aufregung, die er auch in der Presse verursacht hatte, getadelt.

## Ende
Durch die fortschreitende Reinigungstechnik wurde es immer schwieriger, das Polywasser zu reproduzieren. Schließlich meldeten sich zunehmend kritische Stimmen, insbesondere da der Verdacht von Verunreinigungen nicht ausreichend ausgeräumt werden konnte. Es zeigte sich beispielsweise im Nachhinein, dass Zhelezhny, einer der ersten Mitarbeiter von Derjagin, heimlich eine Probe des Polywassers an einen ostdeutschen Spektroskopiker geschickt hatte, welcher beträchtliche Verunreinigungen fand. Als Derjagin von Zhelezhny darauf hingewiesen wurde, bestand die einzige Reaktion von Derjagin darin, Zhelezhnys Namen von allen weiteren Publikationen streichen zu lassen.
Eine Wendung nahm die Polywasser-Debatte, als der Chemiker Denis Rousseau von den Bell Labs im Time Magazin am 19. Oktober 1970 vermutete, Polywasser sei nur Schweiß. Er habe sein Hemd nach einem Handballspiel ausgewrungen, die Substanz unter einem Infrarotspektrometer untersucht und dieselben spektralen Charakteristiken wie die von Polywasser gewonnen. Diese Vermutung wurde wissenschaftlicher als „biologische Kontamination“ sowohl in Science als auch im Journal of Colloid and Interface Science publiziert.
Ein Problem der Polywasserforschung war von Anfang an, dass die Beteiligten fürchteten, im Kampf um Forschungsgelder einen eventuellen Entwicklungsvorsprung zu gefährden, wenn Proben unter den Laboren ausgetauscht würden. Ein weiteres Problem war die schon damals gängige Praxis, möglichst viel zu publizieren, um sich einen Namen zu machen (Publish or perish), worunter die Qualität der Forschung litt. 1970 und 1971 wurde der größte Teil der Forschungen durchgeführt, aber die Geldgeber kürzten nach und nach die Mittel, so dass bis heute nicht klar ist, was Polywasser eigentlich war oder welche Verunreinigungen die publizierten Eigenschaften erzeugt haben könnten.
Als die Kritik schließlich immer lauter wurde und Derjagin gezwungen war, die fehlende Reproduzierbarkeit des Polywassers anzuerkennen, zog er 1973 seine Behauptungen vollständig zurück. Das Polywasser verschwand aus der wissenschaftlichen Forschung.